# Gabriel Bordi
Gabriel Miguel Bordi (Córdoba, 4 novembre 1975) è un ex calciatore argentino, di ruolo attaccante.

## Carriera
Dopo vari trasferimenti nel suo Paese riuscì a giocare in Europa nel Napoli. In Spagna debuttò con l'Ejido, passando poi allo Sporting Clube de Braga in Portogallo. Tornò quindi in Spagna per giocare con il Club Deportivo Linares e con i club di Granada, prima di passare al club di terza serie CD Baza. Ha chiuso la carriera al Racing di Córdoba, dopo 25 partite e 3 gol nel Torneo Argentino A.